# Casa del Mercante
La Casa del Mercante (o Casa di Boniforte da Concorezzo) è un edificio storico situato in piazza delle Erbe a Mantova, all'angolo con piazza Mantegna.

## Storia e descrizione
L'edificio fu edificato su committenza di un ricco mercante di tessuti di origini brianzole, Giovanni Boniforte da Concorezzo, che si stabilì in città nel 1455, al tempo in cui Mantova era governata dal marchese Ludovico III Gonzaga. Boniforte era anche fornitore della corte gonzaghesca ed aveva sposato una certa Bartolomea Gonzaga.
La costruzione su tre piani presenta una facciata - al tempo ornata di piccole foglie dorate - in cotto a motivi tardo gotici e orientali di gusto veneziano. Il piano terra è ritmato da un portico sostenuto da colonne in marmo rosso di Verona, sulle cui architravi è possibile leggere le seguenti iscrizioni: (ZO) HANBONIFORT DA CONCHOREZO AFAT FAR QUESTA OPERA DELANO 1455 - IOHANESBONIFORT DE CONCORESIO HOC OPUS FIERI FECIT SUB ANNO DOMINI 1455.
Dietro la casa si erge la medievale Torre del Salaro.